# Lepidosira terraereginae
Lepidosira terraereginae är en urinsektsart som beskrevs av Ellis och Bellinger 1973. Lepidosira terraereginae ingår i släktet Lepidosira och familjen brokhoppstjärtar. Inga underarter finns listade i Catalogue of Life.